# Dynamische Energie-Analyse
Die dynamische Energie-Analyse (DEA, englisch dynamical energy analysis) ist eine Methode für numerische Modellierung von Körperschall und Schwingungen in komplexen Strukturen.
Sie kann im Bereich von mittleren bis hin zu hohen Frequenzen angewendet werden und ist in diesem Rahmen rechnertechnisch effizienter als die traditionellen deterministischen Ansätze (wie Finite-Elemente- und Randelement-Methode).
Im Vergleich zu konventionellen statistischen Ansätzen wie der statistischen Energie-Analyse (SEA), bietet DEA mehr strukturelle Details und ist unproblematischer im Hinblick auf die Einteilung in Untersysteme.
Die DEA-Methode sagt den Fluss der Schwingungswellenenergie über komplexe Strukturen in Ausdrücken linearer Transportgleichungen vorher. Diese Gleichungen werden dann diskretisiert und über Maschen gelöst.

## Zusammenfassung der Kernpunkte von DEA
- Methode für hohe Frequenzen in numerischer Akustik.
- Der Energiefluss wird über eine Masche verfolgt. Kann vorgestellt werden als Strahlverfolgung, die Dichte von Strahlen anstelle von Einzelstrahlen verwendet.
- Kann bestehende FEM-Maschen nutzen. Kein Neumodellierung/Umbau nötig.
- Die Berechnungszeit ist unabhängig von der Frequenz.
- Die nötige Netzauflösung hängt nicht von der Frequenz ab und kann gröber gewählt werden als in FEM. Sie sollte nur die Geometrie auflösen.
- Feine strukturelle Details können aufgelöst werden, im Gegensatz zu SEA, die nur die Zahl pro Subsystem liefert.
- Größere Flexibilität bei den Modellen, die DEA nutzen kann. Keine implizite Annahme (Gleichgewicht in schwach gekoppelten Subsystemen) wie in SEA.

## Einführung

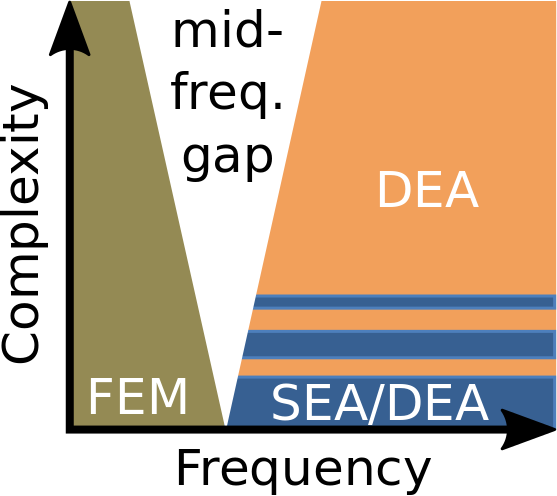
Das Bild beschreibt den Anwendungsbereich der dynamischen im Vergleich zur statistischen Energie-Analyse und der Finite-Elemente-Methode (FEM). Horizontale Achse ist Frequenz, vertikale Achse Komplexität der Struktur.

Simulationen von schwingungsakustischen Eigenschaften von komplexen Strukturen (wie Automobile, Schiffe, Flugzeuge usw.) werden routinemäßig in verschiedenen Entwicklungsstadien durchgeführt. Für niedrige Frequenzen hat sich als Methode der Wahl die Finite-Elemente-Methode durchgesetzt. Allerdings erfordert die Analyse hoher Frequenzen mittels FEM sehr feine Maschen der Struktur des Körpers, um die kürzeren Wellenlängen zu erfassen, und ist dadurch rechnerisch sehr aufwändig. Weiter ist die strukturelle Antwort bei hohen Frequenzen sehr empfindlich auf kleine Änderungen der Materialeigenschaften, Geometrie und Randbedingungen. Dadurch wird das Ergebnis einer einzelnen FEM-Berechnung weniger zuverlässig und erfordert Ensemble-Mittlungen, die weiter den rechnerischen Aufwand erhöhen. Daher sind bei hohen Frequenzen andere numerische Methoden mit besserer rechnerischer Effizienz zu bevorzugen.
Die statistische Energie-Analyse (SEA) wurde entwickelt, um Probleme hoher Frequenzen zu beschreiben, und führt zu relativ kleinen und einfachen Modellen. SEA beruht aber auf einer Reihe von oft schwer zu verifizierenden Annahmen, die schlussendlich diffuse Wellenfelder und Quasi-Gleichgewicht von Wellenenergie innerhalb schwach gekoppelter (und schwach gedämfter) Subsysteme erfordern.
Eine Alternative zu SEA ist, anstelle das original Schwingungswellenproblem bei den hohen Frequenzen zu betrachten zum Strahlverfolgungs-Modell struktureller Schwingungen zu gehen. Bekannte Beispiele für diesen Mechanismus sind der Übergang von der Quantenmechanik zur klassischen Mechanik und der Übergang von elektromagnetischen Wellendynamik zu Lichtstrahlen.
Das Verfolgen von einzelnen Strahlen über Vielfachreflexion ist aufgrund der starken Zunahme von Trajektorien rechnerisch nicht realisierbar.
Anstelle dessen hat sich als besserer Ansatz, die Dichte von Strahlen mit dem Transferoperator zu verfolgen, verbreitet.
Dies bildet die Basis der Methode der dynamischen Energie-Analyse, die sich in den Belegen findet.
DEA kann als Verbesserung von SEA gesehen werden, wo man das diffusive Feld und die gut unterteilte Subsystem-Annahme aufhebt.
Man benutzt eine Energiedichte, die von Position und Impuls abhängt.
DEA kann mit relativ feinen Maschen arbeiten, wo die Energie frei zwischen benachbarten Maschenzellen fließen kann.
Das erlaubt weiter größere Flexibilität bei den Modellen, die von DEA genutzt werden, im Vergleich zu der Beschränkung, die SEA auferlegt.
Keine Umgestaltung wie mit SEA ist nötig, da DEA die Maschen nutzen kann, die für eine FE-Analyse erstellt wurden. Im Ergebnis können von DEA feinere strukturelle Details als bei SEA aufgelöst werden.

## Methode
Die Umsetzung eines DEA auf Maschen wird als Discrete Flow Mapping (DFM) bezeichnet. Hier wird kurz die Idee der DFM beschreiben, Details finden sich in den verwendeten Einzelnachweisen.
Durch Nutzung der DFM ist es möglich, schwingungsakustische Energiedichten in komplexen Strukturen bei hohen Frequenzen zu berechnen, einschließlich multi-modaler Ausbreitung und gekrümmter Oberflächen. DFM ist eine Maschen-basierte Technik, bei der ein Transferoperator verwendet wird, um den Fluss der Energie durch Ränder von Untersystemen der Struktur zu beschreiben; der Energiefluss wird in Ausdrücken der Dichte von Strahlen {\displaystyle \rho } dargestellt, das heißt, der Energiefluss durch eine gegebene Oberfläche wird durch die Dichte der Strahlen, die an einem Punkt durch die Oberfläche treten, gegeben durch {\displaystyle s} samt der Richtung der {\displaystyle p}. Hier steht {\displaystyle s} für die Oberfläche und {\displaystyle p} für die Komponente der Richtung tangential zur Oberfläche. Im Folgenden werden die Oberflächen dargestellt durch die Vereinigung aller Ränder der Maschenzellen der FE-Maschen, die den Fahrzeugboden beschreiben. Die Dichte {\displaystyle \rho (s,p)=\rho (X_{s})}, mit Phasen-Raumkoordinate {\displaystyle X_{s}=(s,p)} wird von einem Rand zum gegenüberliegenden Rand mittels des Randintegraloperators transportiert
| {\displaystyle {\mathcal {B}}[\rho ](X'_{s}):=\int w(X'_{s})\delta (X'_{s}-\phi (X_{s}))\rho (X_{s})\,\mathrm {d} X_{s}} |  | (1) |
| {\displaystyle {\mathcal {B}}[\rho ](X'_{s}):=\int w(X'_{s})\delta (X'_{s}-\phi (X_{s}))\rho (X_{s})\,\mathrm {d} X_{s}} |  | (1) |

wobei {\displaystyle \phi (X_{s})} die Karte ist, die beschreibt, wo ein Strahl auf einem Randsegment an einem Punkt {\displaystyle s} mit Richtung {\displaystyle p_{s}} startet und durch ein anderes Randsegment geht, und {\displaystyle w(X_{s})} ist der Faktor, der Dämpfungs- und Reflexions-/Transmissionskoeffizienten enthält (ähnlich den Kopplungsverlustfaktoren in SEA).
Auch die Moden-Umwandlungswahrscheinlichkeiten im Fall von beiden, ebenen und Biegewellen, die von der Wellenstreutheorie abgeleitet werden, sind abgedeckt (siehe).
Dies erlaubt DEA, Biegungen und sich ändernde Materialparameter zu berücksichtigen.
Gleichung (1) ist eine Möglichkeit, die Strahlverfolgung über eine einzige Maschenzelle in Ausdrücken
einer Integralgleichung, die eine Energiedichte von einer Oberfläche zu einer angrenzenden Oberfläche überträgt, zu schreiben.
Im nächsten Schritt wird der Transferoperator (1) unter Benutzung eines Satzes von Basisfunktionen des Phasenraums zerlegt.
Wenn die Matrix {\displaystyle {\bf {B}}} erstellt ist, wird die finale Energiedichte {\displaystyle \rho } auf dem Rand Phasenraums von jedem Element in Ausdrücken der Anfangsdichte {\displaystyle \rho _{0}} durch die Lösung eines linearen Systems der Form gegeben
| {\displaystyle ({\bf {1}}-{\bf {B}})\rho =\rho _{0}.} |  | (2) |
| {\displaystyle ({\bf {1}}-{\bf {B}})\rho =\rho _{0}.} |  | (2) |

Die Anfangsdichte{\displaystyle \rho _{0}} modelliert eine Quellverteilung der Schwingungsanregungen, zum Beispiel eines Schiffsmotors. Wenn die End-Dichte {\displaystyle \rho } (beschreibt die Energiedichte von allen Zellrändern) berechnet wurde, kann die Energiedichte an jedem Ort innerhalb der Struktur kann in einem weiteren (Post-processing-)Schritt berechnet werden.

### Abgrenzung der Begriffe
Bezüglich der Terminologie gibt es etwas Unklarheit, was die Ausdrücke Discrete Flow Mapping (DFM) und Dynamical Energy Analysis betrifft. In gewissem Umfang kann man den einen Ausdruck durch den anderen ersetzen.
Man betrachte beispielsweise eine Platte: In der DFM würde man die Platte in viele kleine Dreiecke unterteilen und den Fluss der Energie von einem Dreieck zum (benachbarten) Dreieck laufen lassen.
In DEA würde man die Platte nicht unterteilen, aber Basisfunktionen höherer Ordnung (für Position und Impuls) am Rand der Platte benutzen. Aber im Prinzip wäre es zulässig, beide Vorgehensweisen als DFM oder DEA zu beschreiben.

## Beispiele

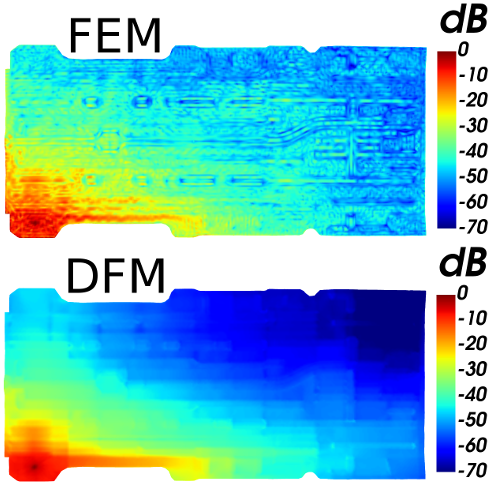
Vergleich der Ergebnisse von dynamischer Energie-Analyse und Frequenz gemittelter FEM. Gezeigt wird die Verteilung der kinetischen Energie, resultierend aus einer Punkt-Anregung eines Automobilbodens auf einer logarithmischen Farbskala.

Als Anwendungsbeispiel wird eine Simulation
einer Fahrzeugbodengruppe:
Anregungspunkt 2.500 Hz mit 0,04 struktureller/hysteretischer Dämpfung. Die Ergebnisse einer Frequenz gemittelten FEM-Simulation werden mit einer DEA-Simulation (für DEA ist keine Frequenzmittlung nötig) verglichen:
Die Ergebnisse zeigen auch gute quantitative Übereinstimmung. Insbesondere sehen wir die Richtungsabhängigkeit des Energieflusses überwiegend in horizontaler Richtung wie dargestellt. Dies wird von verschiedenen horizontal ausgedehnten Ausbuchtungen außerhalb der Ebene verursacht. Lediglich im rechten unteren Teil des Panels, mit vernachlässigbarem Energieinhalt zeigen sich Abweichungen zwischen FEM- und DFM-Vorhersage. Die gesamte kinetische Energie der DFM-Vorhersage liegt innerhalb von 12 % der FEM-Vorhersage. Weitere Details finden sich in den zitierten Arbeiten.

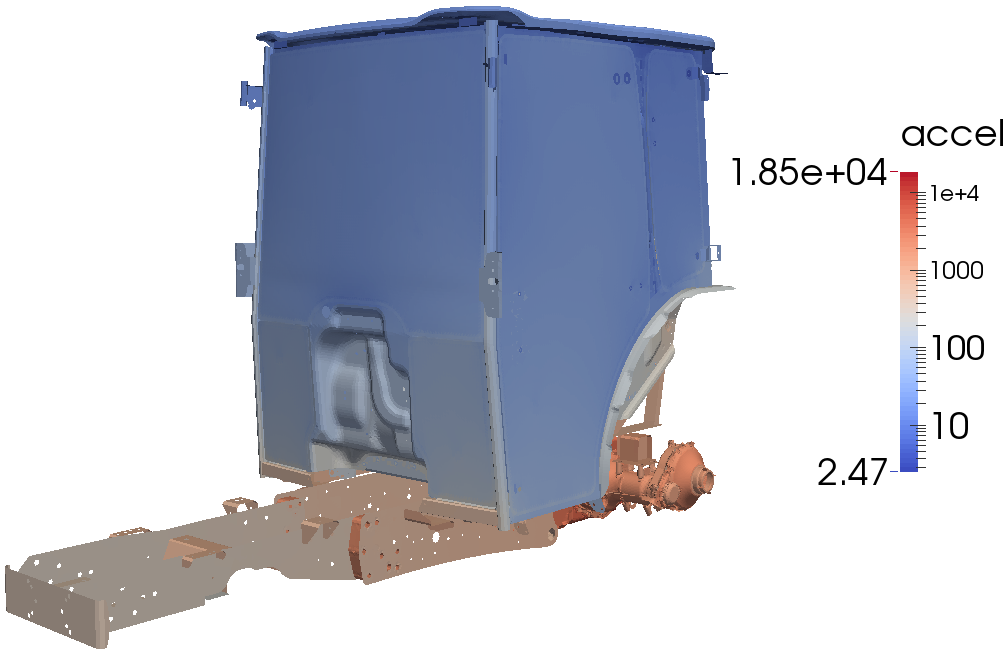
Ergebnis einer DEA-Simulation eines Modells eines Yanmar-Traktors. Gezeigt wird die Out-of-plane-Beschleunigung in einer logarithmischen Farbskala für eine Frequenz von 1.000 Hz.

Als weiteres Anwendungsbeispiel das Ergebnis einer DEA-Simulation
an einem Yanmar-Traktor-Modell (body in blau: Chassis/Kabine Stahl-Rahmen und -Fenster)
werden hier links gezeigt.
In der zitierten Arbeit werden die numerischen DEA-Ergebnisse verglichen mit Messungen bei Frequenzen zwischen 400 Hz und 4.000 Hz bei Anregung auf der Rückseite des Getriebegehäuses. Beide Ergebnisse stimmen gut überein. Die DEA-Simulation kann verwendet werden, um den Schalldruckpegel am Ohr des Fahrers vorherzubestimmen.